# 1989 CY2
1989 CY2 är en asteroid i huvudbältet som upptäcktes den 4 februari 1989 av den belgiske astronomen Eric W. Elst vid La Silla-observatoriet.
Asteroiden har en diameter på ungefär 2 kilometer.